# Pau Minguet i Irol

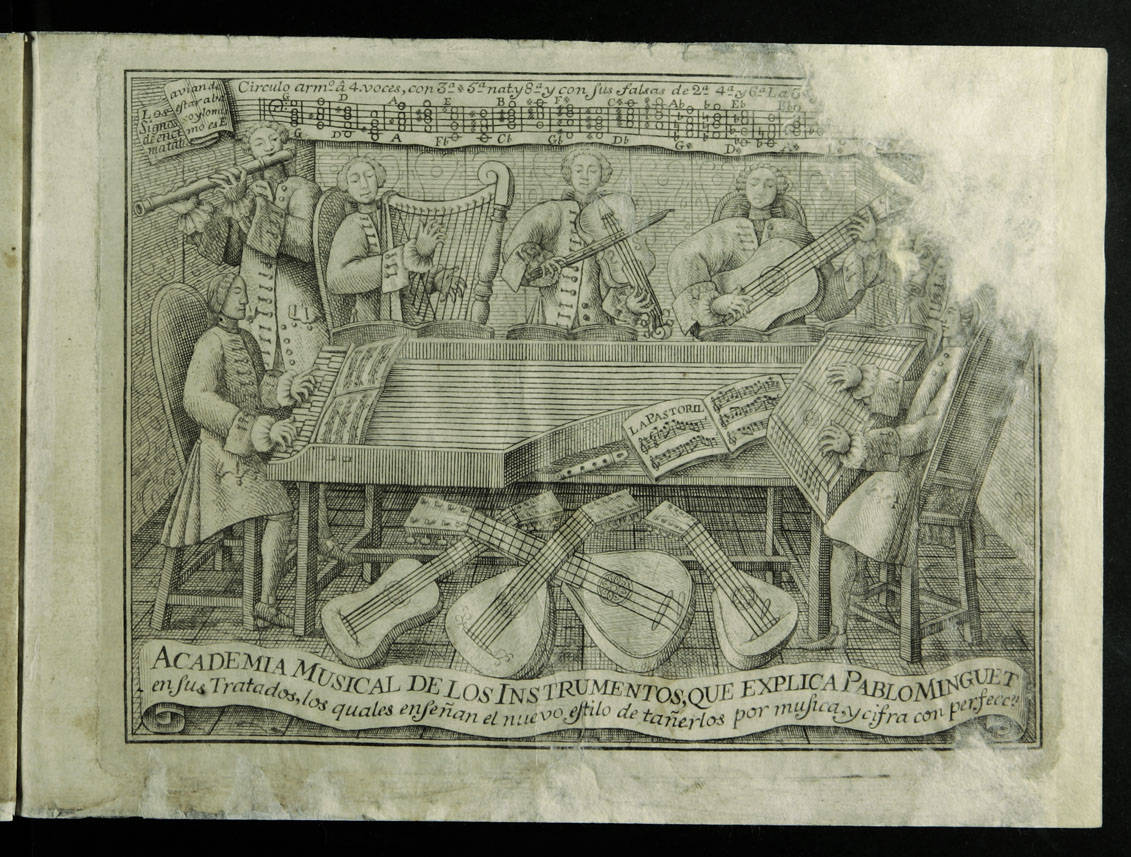
Portada del llibre Reglas y advertencias generales que enseñan el modo de tañer todos los instrumentos, de Pau Minguet, conservat a la Biblioteca de Catalunya

Pau Minguet i Irol (Barcelona, ca. 1715 - Madrid, 1801) va ser tractadista, editor, gravador, pedagog musical i compositor.

## Biografia
Els seus escrits coneguts avui van començar a publicar-se l'any 1733. Minguet es definia a si mateix com a gravador. Va fer una varietat de llibres sobre temes religiosos i d'entreteniment, a més a més de tractats sobre música instrumental i danses: Reglas y advertencias que enseñan... el modo de tañer... la guitarra... (1774), que formà part d'un volum titulat Academia musical de los instrumentos... editat en fascicles. També escriví Reglas... para acompañar sobre la parte con la guitarra (1753), Arte de danzar a la francesa (1758), Quadernillo curioso de veinte contradanzas nuevas (1757). També publicà almanacs, obres històriques, manuals de prestidigitació i unes Meditaciones para el santo sacrificio de la misa (1744), que foren reeditades més de vint-i-cinc cops fins al 1892.

## Obres
- Engaños a ojos vistas, y diversion de trabajos mundanos, fundada en licitos juegos de manos, etc., Madrid, 1733.
- Arte de danzar a la francesa adornado con quarenta figuras, que enseñan el modo de hacer todos los diferentes passos de la danza del minuete, con todas sus reglas, y de conducir los brazos en cada passo: Y en quatro figuras, el modo de danzar los tres passapies. Tambien estan escritos en solfa, para que qualquier musico los sepa tañer. , 1737, en su casa de Madrid.
- Cristóbal Rodríguez; Blas Antonio Nasarre y Ferriz; Pablo Minguet e Yrol; Felipe Vidal; Juan Pérez: Bibliotheca universal de la polygraphia española, Impressa en Madrid : por Antonio Marin, 1738
- Reglas, y advertencias generales : que enseñan el modo de taner todos los instrumentos majores, y mas ususales, come son la guitarra, tiple, vendola, cythara, clavicordis, organo, harpa, psalterio, bandurria, volin, flauto traversa, flauta dulce y la flautilla : con varios tanidos, danzas, contradanzas, y otras cosas semejantes, etc., Madrid : Ibarra, 1752-1754. Reproducció ISBN 9782826607038. En línia aquí: http://mdc.cbuc.cat/cdm/ref/collection/partiturBC/id/3025
- Compendio historico, y geografico de los emperadores, y reyes que hoy posseen la Europa, la descripcion de sus Cortes, y religion : con diez y seis mapas que demuestran sus reynos, y provincias, y sus escudos de armas. En Madrid en la Imprenta del autor [Pablo Minguet] ... tãbien se venden en los Libreros Gradas de S. Phelipe el Rl. 1763
- Juegos de manos, Barcelona : M. Saurí, 3. Edició 1864